# Bert Keizer
Bert Keizer (Amersfoort, 25 november 1947) is een Nederlandse arts, filosoof en schrijver. 

## Leven
Keizer groeide op als jongste van zeven kinderen in een katholiek gezin in Amersfoort. Zijn moeder overleed toen hij elf jaar oud was aan een leverziekte. Na de hbs-B aan het Constantijn College begon hij aan zijn studie. Hij studeerde van 1969 tot 1972 filosofie in het Engelse Nottingham. Hij brak die studie af omdat hij in zichzelf geen filoof zag, maar meer een eeuwig student filosofie. Bovendien kwam hij onder invloed te staan van Ludwig Wittgenstein. Van 1972 tot 1981 studeerde hij geneeskunde aan de Universiteit van Amsterdam. Achteraf vond hij dat een theoretische 'boekenstudie'; hij had liever meer praktijk gehad. In 1981 legde hij zijn artsexamen af en was daarna korte tijd in Kenia werkzaam. Vervolgens was hij tussen 1972 en 2015 verpleeghuisarts in Amsterdam, onder meer in het Flevohuis. Hij zag zichzelf als huisarts, maar de opleiding tot huisarts duurde hem te lang, daarom koos hij ervoor om te werken in verzorgings- en verpleegtehuizen. Vanaf 2002 is hij Scen-Arts (Steun en consultatie bij euthanasie in Nederland); vanaf 2016 gecombineerd met arts bij het Expertisecentrum Euthanasie.
Zijn doorbraak als schrijver kwam in 1994 met Het refrein is Hein, een zeer openhartige schets van gebeurtenissen in een verpleegtehuis, inclusief stukken over euthanasie en hulp bij zelfdoding, die nogal wat stof deden opwaaien maar die door artsen over het algemeen als zeer reëel werden beoordeeld. Hij schuwde niet om over de emoties van de patiënt, maar ook over die van de dokter uit te weiden. Hij heeft ook een klinische en volgens sommigen pessimistische kijk op zin en onzin in de gezondheidszorg en geneeskunde. Zijn stukjes over het verpleegtehuis, waar veel leed is en de dood nooit ver weg, werden hem niet altijd in dank afgenomen. In 2004 werd hij zelfs op non-actief gesteld door zijn werkgever, die het niet goed uitkwam dat over bepaalde misstanden (die overigens in de meeste Nederlandse verpleegtehuizen gelden of golden) werd gepubliceerd.
Bert Keizer schrijft een column in het artsenblad Medisch Contact onder de titel Zonder handschoenen en heeft een wekelijkse column in dagblad Trouw.